# Ивакино (Тотемский район)
Ивакино — деревня в Тотемском районе Вологодской области.
Входит в состав Погореловского сельского поселения, с точки зрения административно-территориального деления — в Погореловский сельсовет.
Расстояние по автодороге до районного центра Тотьмы — 61,5 км, до центра муниципального образования деревни Погорелово — 1,5 км. Ближайшие населённые пункты — Залесье, Петрилово, Погорелово, Погост.
По переписи 2002 года население — 33 человека (14 мужчин, 19 женщин). Преобладающая национальность — русские (94 %).